# Live in Portugal
Live in Portugal è il tredicesimo EP della band heavy metal/epic metal Manowar. Esso è stato registrato live nel 1999.

## Tracce
1. Carry on
2. Kill with Power
3. Kings of Metal

## Formazione
- Ross the Boss - chitarra
- Joey DeMaio - basso
- Scott Columbus - batteria
- Eric Adams - voce